# Diploglossus microcephalus
Diploglossus microcephalus är en ödleart som beskrevs av  Hallowell 1856. Diploglossus microcephalus ingår i släktet Diploglossus och familjen kopparödlor. Inga underarter finns listade i Catalogue of Life.